# Lista de vereadores de Doutor Severiano
Esta é a lista de vereadores de Doutor Severiano, município brasileiro do estado do Rio Grande do Norte.
Hoje a administração municipal se dá pelo poder executivo, poder legislativo e poder judiciário. O poder legislativo é constituído à câmara municipal, que está composta por nove vereadores eleitos para mandatos de quatro anos em observância ao disposto no artigo 29 da Constituição. Cabe à casa elaborar e votar leis fundamentais à administração e ao executivo, especialmente o orçamento participativo (Lei de Diretrizes Orçamentárias). Conquanto seja o poder de veto assegurado ao prefeito, o processo de votação das leis que se lhe opõem costuma gerar conflitos entre Executivo e Legislativo.O prédio da Câmara chama-se Palácio José Néri de Lima.

## 14ª Legislatura (2021–2024)
Estes são os vereadores eleitos nas eleições de 15 de novembro de 2020, pelo período de 1° de janeiro de 2021 a 31 de dezembro de 2024:
|   | Nome                                                                          | Partido                        | Votos | %    | Observações |
| - | ----------------------------------------------------------------------------- | ------------------------------ | ----- | ---- | ----------- |
| 1 | Maria Alvaneide Bessa de Oliveira (2021-2022) (Doutor Severiano, 14.08.1968–) | Democratas (DEM)               | 398   | 8,45 | 6º mandato  |
| 2 | Francisco Assis de Oliveira, Assis de Santa (Doutor Severiano, 01.07.1972–)   | Democratas (DEM)               | 376   | 7,98 | 5º mandato  |
| 3 | Janduí Pires Dantas (Currais Novos, 10.06.1972–)                              | Democratas (DEM)               | 354   | 7,52 | 3º mandato  |
| 4 | Lucineide Bessa Nogueira, Lúcia Bessa (Doutor Severiano, 12.07.1975–)         | Democratas (DEM)               | 333   | 7,07 | 1º mandato  |
| 5 | Francisco Jurací Leite, Nenem Leite (Doutor Severiano, 13.08.1961–)           | Democratas (DEM)               | 330   | 7,01 | 3º mandato  |
| 6 | Maria Elineide Nogueira, de Laécio (São Miguel, 01.09.1967–)                  | Progressistas (PP)             | 315   | 6,69 | 1º mandato  |
| 7 | Elias Pinheiro Campos (Doutor Severiano, 12.11.1973–)                         | Progressistas (PP)             | 311   | 6,60 | 2º mandato  |
| 8 | Erinaldo Correia Rego (Doutor Severiano, 13.10.1969–)                         | Partido dos Trabalhadores (PT) | 293   | 6,22 | 3º mandato  |
| 9 | Flavianildo Henrique Fernandes, Nildo Fernandes (Pau dos Ferros, 06.02.1964–) | Democratas (DEM)               | 275   | 5,84 | 5º mandato  |

## 13ª Legislatura (2017–2020)
Estes são os vereadores eleitos nas eleições de 2 de outubro de 2016, pelo período de 1° de janeiro de 2017 a 31 de dezembro de 2020:
|   | Nome                                                                            | Partido                                            | Votos | %    | Observações |
| - | ------------------------------------------------------------------------------- | -------------------------------------------------- | ----- | ---- | ----------- |
| 1 | Francisco Assis de Oliveira, Assis de Santa (Doutor Severiano, 01.07.1972–)     | Partido do Movimento Democrático Brasileiro (PMDB) | 411   | 8,70 | 4º mandato  |
| 2 | Manoel Laécio Nogueira (Encanto, 10.01.1967–)                                   | Partido Progressista (PP)                          | 401   | 8,48 | 6º mandato  |
| 3 | Maria Alvaneide Bessa de Oliveira (Doutor Severiano, 14.08.1968–)               | Partido do Movimento Democrático Brasileiro (PMDB) | 392   | 8,29 | 5º mandato  |
| 4 | Erinaldo Correia Rego (Doutor Severiano, 13.10.1969–)                           | Partido Democrático Trabalhista (PDT)              | 328   | 6,94 | 2º mandato  |
| 5 | Maria Lobo da Cunha Gonçalves, Ivonete Lobo (Doutor Severiano, 01.04.1959–)     | Partido do Movimento Democrático Brasileiro (PMDB) | 317   | 6,71 | 6º mandato  |
| 6 | Janduí Pires Dantas (2019-2020) (Currais Novos, 10.06.1972–)                    | Democratas (DEM)                                   | 287   | 6,07 | 2º mandato  |
| 7 | Francisco Juraci Leite, Nenem Leite (2017-2018) (Doutor Severiano, 13.08.1961–) | Democratas (DEM)                                   | 272   | 5,76 | 2º mandato  |
| 8 | Flavianildo Henrique Fernandes (Pau dos Ferros, 06.02.1964–)                    | Partido Social Democrático (PSD)                   | 253   | 5,35 | 5º mandato  |
| 9 | Elias Pinheiro Campos (Doutor Severiano, 12.11.1973–)                           | Partido dos Trabalhadores (PT)                     | 210   | 4,44 | 1º mandato  |

## 12ª Legislatura (2013–2016)
Estes são os vereadores eleitos nas eleições de 7 de outubro de 2012, pelo período de 1° de janeiro de 2013 a 31 de dezembro de 2016:
|   | Nome                                                                                    | Partido                                            | Votos | %    | Observações |
| - | --------------------------------------------------------------------------------------- | -------------------------------------------------- | ----- | ---- | ----------- |
| 1 | Manoel Laécio Nogueira (Encanto, 10.01.1967–)                                           | Partido dos Trabalhadores (PT)                     | 420   | 9,66 | 5º mandato  |
| 2 | Maria Lobo da Cunha Gonçalves, Ivonete (Doutor Severiano, 01.04.1959–)                  | Partido do Movimento Democrático Brasileiro (PMDB) | 405   | 9,31 | 5º mandato  |
| 3 | Francisco Assis de Oliveira, Assis de Santa (2013-2014) (Doutor Severiano, 01.07.1972–) | Partido do Movimento Democrático Brasileiro (PMDB) | 378   | 8,69 | 3º mandato  |
| 4 | Maria Alvaneide Bessa de Oliveira (Doutor Severiano, 14.08.1968–)                       | Partido do Movimento Democrático Brasileiro (PMDB) | 367   | 8,44 | 4º mandato  |
| 5 | Janduí Pires Dantas (Currais Novos, 10.06.1972–)                                        | Democratas (DEM)                                   | 366   | 8,42 | 1º mandato  |
| 6 | Francisco Jurací Leite, Nenem Leite (Doutor Severiano, 13.08.1961–)                     | Democratas (DEM)                                   | 345   | 7,93 | 1º mandato  |
| 7 | Raimundo Eliton Monteiro de Melo, Weliton Monteiro (Doutor Severiano, 21.06.1964–)      | Partido do Movimento Democrático Brasileiro (PMDB) | 284   | 6,53 | 4º mandato  |
| 8 | José Nilton de Souza, Zé Nilton (2015-2016) (Doutor Severiano, 06.11.1972–)             | Partido do Movimento Democrático Brasileiro (PMDB) | 279   | 6,42 | 3º mandato  |
| 9 | Erinaldo Correia Rego (Doutor Severiano, 13.10.1969–)                                   | Partido Democrático Trabalhista (PDT)              | 210   | 4,83 | 1º mandato  |

## 11ª Legislatura (2009–2012)
Estes são os vereadores eleitos nas eleições de 5 de outubro de 2008, pelo período de 1° de janeiro de 2009 a 31 de dezembro de 2012:
|   | Nome                                                                          | Partido                                            | Votos | %     | Observações |
| - | ----------------------------------------------------------------------------- | -------------------------------------------------- | ----- | ----- | ----------- |
| 1 | Manoel Laécio Nogueira (Encanto, 10.01.1967–)                                 | Partido Socialista Brasileiro (PSB)                | 491   | 12,28 | 4º mandato  |
| 2 | Maria Alvaneide Bessa de Oliveira (Doutor Severiano, 14.08.1968–)             | Partido Socialista Brasileiro (PSB)                | 483   | 12,08 | 3º mandato  |
| 3 | Maria Lobo da Cunha Gonçalves, Ivonete (Doutor Severiano, 01.04.1959–)        | Partido Socialista Brasileiro (PSB)                | 442   | 11,05 | 4º mandato  |
| 4 | Francisco Assis de Oliveira, Assis de Santa (Doutor Severiano, 01.07.1972–)   | Partido Socialista Brasileiro (PSB)                | 399   | 9,98  | 2º mandato  |
| 5 | Antônio Jácome de Aquino, Antomar (Pereiro, 13.11.1963–)                      | Partido Socialista Brasileiro (PSB)                | 337   | 8,43  | 5º mandato  |
| 6 | José Nilton de Souza (Doutor Severiano, 06.11.1972–)                          | Partido Trabalhista Brasileiro (PTB)               | 330   | 8,25  | 2º mandato  |
| 7 | Keila Mary Sarmento (Sousa, 02.05.1971–)                                      | Partido Socialista Brasileiro (PSB)                | 259   | 6,48  | 1º mandato  |
| 8 | Flavianildo Henrique Fernandes, Nildo Fernandes (Pau dos Ferros, 06.02.1964–) | Partido do Movimento Democrático Brasileiro (PMDB) | 256   | 6,40  | 4º mandato  |
| 9 | Raimundo Eliton Monteiro de Melo (Doutor Severiano, 21.06.1964–)              | Partido Socialista Brasileiro (PSB)                | 231   | 5,78  | 3º mandato  |

## 10ª Legislatura (2005–2008)
Estes são os vereadores eleitos nas eleições de 3 de outubro de 2004, pelo período de 1° de janeiro de 2005 a 31 de dezembro de 2008:
|   | Nome                                                                        | Partido                              | Votos | %    | Observações |
| - | --------------------------------------------------------------------------- | ------------------------------------ | ----- | ---- | ----------- |
| 1 | Manoel Laécio Nogueira (Encanto, 10.01.1967–)                               | Partido Socialista Brasileiro (PSB)  | 385   | 8,83 | 3º mandato  |
| 2 | Maria Lobo da Cunha Gonçalves, Ivonete (Doutor Severiano, 01.04.1959–)      | Partido Socialista Brasileiro (PSB)  | 374   | 8,58 | 3º mandato  |
| 3 | Alexei Dimitri Leite de Abrantes, Alex da Emater (Pombal, 24.07.1970–)      | Partido Socialista Brasileiro (PSB)  | 333   | 7,64 | 1º mandato  |
| 4 | Maria Alvaneide Bessa de Oliveira (Doutor Severiano, 14.08.1968–)           | Partido Socialista Brasileiro (PSB)  | 327   | 7,50 | 2º mandato  |
| 5 | Antônio Jácome de Aquino, Antomar (Pereiro, 13.11.1963–)                    | Partido Socialista Brasileiro (PSB)  | 307   | 7,04 | 4º mandato  |
| 6 | José Nilton de Souza, Zé Nilton (Doutor Severiano, 06.11.1972–)             | Partido Trabalhista Brasileiro (PTB) | 273   | 6,26 | 1º mandato  |
| 7 | Flavianildo Henrique Fernandes, Nildo (Pau dos Ferros, 06.02.1964–)         | Partido Socialista Brasileiro (PSB)  | 250   | 5,73 | 3º mandato  |
| 8 | Francisco Assis de Oliveira, Assis de Santa (Doutor Severiano, 01.07.1972–) | Partido Progressista (Brasil) (PP)   | 248   | 5,69 | 1º mandato  |
| 9 | Raimundo Eliton Monteiro de Melo, Weliton (Doutor Severiano, 21.06.1964–)   | Partido da Frente Liberal (PFL)      | 225   | 5,16 | 2º mandato  |

## 9ª Legislatura (2001–2004)
Estes são os vereadores eleitos nas eleições de 1º de outubro de 2000, pelo período de 1° de janeiro de 2001 a 31 de dezembro de 2004:
|   | Nome                                                                       | Partido                                            | Votos | %    | Observações |
| - | -------------------------------------------------------------------------- | -------------------------------------------------- | ----- | ---- | ----------- |
| 1 | Maria Lobo da Cunha Gonçalves, Ivonete (Doutor Severiano, 01.04.1959–)     | Partido Progressista Brasileiro (PPB)              | 338   | 8,91 | 2º mandato  |
| 2 | Manoel Laécio Nogueira (Encanto, 10.01.1967–)                              | Partido do Movimento Democrático Brasileiro (PMDB) | 306   | 8,07 | 2º mandato  |
| 3 | Idalina Neta de Lima Viana, Netinha (2003) (Doutor Severiano, 26.01.1955–) | Partido Progressista Brasileiro (PPB)              | 287   | 7,57 | 2º mandato  |
| 4 | Antônio Jácome de Aquino (Pereiro, 13.11.1963–)                            | Partido Progressista Brasileiro (PPB)              | 262   | 6,91 | 3º mandato  |
| 5 | José Civirino de Souza, Deca (Doutor Severiano, 09.06.1954–)               | Partido Progressista Brasileiro (PPB)              | 243   | 6,41 | 2º mandato  |
| 6 | Maria Alvaneide Bessa de Oliveira (Doutor Severiano, 14.08.1968–)          | Partido do Movimento Democrático Brasileiro (PMDB) | 237   | 6,25 | 1º mandato  |
| 7 | Flavianildo Henrique Fernandes, Nildo (Pau dos Ferros, 06.02.1964–)        | Partido do Movimento Democrático Brasileiro (PMDB) | 235   | 6,20 | 2º mandato  |
| 8 | Antonio Nilton Freitas (Pereiro, 19.06.1961–)                              | Partido da Frente Liberal (PFL)                    | 210   | 5,54 | 1º mandato  |
| 9 | Raimundo Eliton Monteiro de Melo (Doutor Severiano, 21.06.1964–)           | Partido da Frente Liberal (PFL)                    | 162   | 4,27 | 1º mandato  |

## 8ª Legislatura (1997–2000)
Estes são os vereadores eleitos nas eleições de 3 de outubro de 1996, pelo período de 1° de janeiro de 1997 a 31 de dezembro de 2000:
|   | Nome                                                           | Partido                                            | Votos | %    | Observações |
| - | -------------------------------------------------------------- | -------------------------------------------------- | ----- | ---- | ----------- |
| 1 | Manoel Laécio Nogueira (Encanto, 10.01.1967–)                  | Partido do Movimento Democrático Brasileiro (PMDB) | 224   | 7,27 | 1º mandato  |
| 2 | Maria Lobo da Cunha Gonçalves (Doutor Severiano, 01.04.1959–)  | Partido da Social Democracia Brasileira (PSDB)     | 220   | 7,14 | 1º mandato  |
| 3 | José Civirino de Souza (Doutor Severiano, 09.06.1954–)         | Partido da Social Democracia Brasileira (PSDB)     | 214   | 6,95 | 1º mandato  |
| 4 | Flavianildo Henrique Fernandes (Pau dos Ferros, 06.02.1964–)   | Partido da Social Democracia Brasileira (PSDB)     | 209   | 6,79 | 1º mandato  |
| 5 | Antônio Jácome de Aquino (Pereiro, 13.11.1963–)                | Partido da Social Democracia Brasileira (PSDB)     | 193   | 6,27 | 2º mandato  |
| 6 | Cosme Marques de Melo (São Miguel, 16.08.1946–)                | Partido Liberal (PL)                               | 172   | 5,59 | 2º mandato  |
| 7 | Hidelbrandino Albuquerque Maia (Doutor Severiano, 02.06.1958–) | Partido Socialista Brasileiro (PSB)                | 166   | 5,39 | 1º mandato  |
| 8 | Idalina Neta de Lima Viana (Doutor Severiano, 26.01.1955–)     | Partido do Movimento Democrático Brasileiro (PMDB) | 164   | 5,33 | 1º mandato  |
| 9 | Francisco Dias da Silva (Doutor Severiano, 25.10.1956–)        | Partido Socialista Brasileiro (PSB)                | 157   | 5,10 | 1º mandato  |

## 6ª Legislatura (1989–1992)
Estes são os vereadores eleitos nas eleições de 15 de novembro de 1988, pelo período de 1° de janeiro de 1989 a 31 de dezembro de 1992:
|   | Nome                                                        | Partido | Votos | Observações |
| - | ----------------------------------------------------------- | ------- | ----- | ----------- |
| 1 | Antônio Jácome de Aquino (1989-1990) (Pereiro, 13.11.1963–) |         |       | 1º mandato  |
| 2 | Antonio de Oliveira Ledo                                    |         |       | 1º mandato  |
| 3 | Domingos Alves Soares (São Miguel, 10.12.1944–)             |         |       | 1º mandato  |
| 4 | Ivan Cezar Peixoto (Soares)                                 |         |       | 1º mandato  |
| 5 | Cosme Marques de Melo (São Miguel, 16.08.1946–)             |         |       | 1º mandato  |
| 6 | Manuel Rodrigues da Silva                                   |         |       | 1º mandato  |
| 7 | José Nilton Fernandes (Doutor Severiano, 04.02.1951–)       |         |       | 1º mandato  |
| 8 | Francisco Lopes da Silva (Doutor Severiano, 06.04.1963–)    |         |       | 1º mandato  |
| 9 | Maria Daria de Lima                                         |         |       | 1º mandato  |

## Legenda
| cor  | significado          |
| Bege | Presidente da Câmara |
| Azul | Suplente             |